# Cesena FC
Cesena FC is een Italiaanse voetbalclub uit Cesena.

## Geschiedenis
De club werd in 1940 opgericht als AC Cesena en speelde in 1968 voor het eerst in de Serie B en promoveerde in 1973 naar de Serie A. In de eerste twee seizoenen eindigde Cesena op een respectabele elfde plaats en in 1975/76 verbaasde de club iedereen door zesde te worden en zich zo te plaatsen voor de UEFA Cup. De triomf was van korte duur want het volgende seizoen degradeerde de club.
In 1981 promoveerde de club opnieuw en degradeerde na twee seizoenen. De volgende vier seizoenen bracht de club in de Serie B door en kon dan opnieuw promoveren. Dit keer bleef de club vier jaar in de hoogste klasse. In 1994 maakte de club opnieuw kans op promotie maar faalde, drie jaar later degradeerde de club naar de Serie C1. Cesena kon terugkeren maar degradeerde opnieuw in 2000 en werd tot vier jaar derde klasse veroordeeld. Na de terugkeer eindigde Cesena zesde in 2005/06 en had kans op promotie maar miste die. Op het einde van het seizoen 2007/08 eindigde Cesena laatste in de Serie B en degradeerde opnieuw naar de Serie C1/A. In 2008/09 promoveerde de club in de Serie B opnieuw, met voormalig Serie A-speler Pierpaolo Bisoli als trainer.
Het seizoen daarop eindigde de formatie van succescoach Bisoli meteen tweede in de Serie B waardoor Cesena in het seizoen 2010/2011 in de Serie A uitkwam.
In 2012 degradeerde de club weer naar de Serie B en kende daarna verschillende keren financiële problemen. In het seizoen 2014/15 speelde de club nog terug in de Serie A maar verder in de Serie B. Op 16 juli 2018 werd de club failliet verklaard en moest opnieuw beginnen in de serie D. Daar werd Cesena in 2018/19 meteen weer kampioen en promoveerde naar de serie C.
In 2019 werd de clubnaam gewijzigd in Cesena FC.

## Eindklasseringen (grafisch)
- 1946 8e
Serie B
- 1947 21e
Serie B
- 1948 2e
Serie B
- 1949 8e
Serie C
- 1950 12e
Serie C
- 1951 20e
Serie C
- 1952 16e
n4
- 1953 1e
n5
- 1954 16e
n4
- 1955 9e
n5
- 1956 7e
n5
- 1957 1e
n5
- 1958 9e
n4
- 1959 6e
n4
- 1960 1e
Serie D
- 1961 15e
Serie C
- 1962 6e
Serie C
- 1963 10e
Serie C
- 1964 9e
Serie C
- 1965 9e
Serie C
- 1966 5e
Serie C
- 1967 3e
Serie C
- 1968 1e
Serie C
- 1969 16e
Serie B
- 1970 11e
Serie B
- 1971 16e
Serie B
- 1972 6e
Serie B
- 1973 2e
Serie B
- 1974 11e
Serie A
- 1975 11e
Serie A
- 1976 6e
Serie A
- 1977 16e
Serie A
- 1978 9e
Serie B
- 1979 13e
Serie B
- 1980 4e
Serie B
- 1981 3e
Serie B
- 1982 10e
Serie A
- 1983 15e
Serie A
- 1984 13e
Serie B
- 1985 12e
Serie B
- 1986 8e
Serie B
- 1987 3e
Serie B
- 1988 9e
Serie A
- 1989 13e
Serie A
- 1990 12e
Serie A
- 1991 17e
Serie A
- 1992 8e
Serie B
- 1993 9e
Serie B
- 1994 5e
Serie B
- 1995 8e
Serie B
- 1996 10e
Serie B
- 1997 18e
Serie B
- 1998 1e
Serie C1
- 1999 13e
Serie B
- 2000 17e
Serie B
- 2001 6e
Serie C1
- 2002 8e
Serie C1
- 2003 3e
Serie C1
- 2004 2e
Serie C1
- 2005 16e
Serie B
- 2006 6e
Serie B
- 2007 16e
Serie B
- 2008 22e
Serie B
- 2009 1e
Prima Divisione
- 2010 2e
Serie B
- 2011 15e
Serie A
- 2012 20e
Serie A
- 2013 14e
Serie B
- 2014 4e
Serie B
- 2015 19e
Serie A
- 2016 6e
Serie B
- 2017 13e
Serie B
- 2018 13e
Serie B
- 2019 1e
Serie D
- 2020 13e
Serie C
- 2021 7e
Serie C
- 2022 3e
Serie C
- 2023 2e
Serie C
- 2024 1e
Serie C
- 2025 7e
Serie B

- Serie A
- Serie B
- Serie C
- Prima Divisione
- Serie D
- n5
- n4

## Seizoensresultaten
| Seizoen | Competitie                        | Niveau | Eindstand | Coppa Italia | Opmerking                                                     |
| ------- | --------------------------------- | ------ | --------- | ------------ | ------------------------------------------------------------- |
| 2000/01 | Serie C1                          | III    | 6         | 4e groep 5   |                                                               |
| 2001/02 | Serie C1                          | III    | 8         | --           |                                                               |
| 2002/03 | Serie C1                          | III    | 3         | --           | halve finale promotieserie > AC Pisa (1-2)                    |
| 2003/04 | Serie C1                          | III    | 2         | 2e ronde     | winnaar promotieserie > AC Lumezzane (3-2)                    |
| 2004/05 | Serie B                           | II     | 16        | 2e groep 4   |                                                               |
| 2005/06 | Serie B                           | II     | 6         | 3e ronde     | halve finale promotieserie                                    |
| 2006/07 | Serie B                           | II     | 16        | 2e ronde     |                                                               |
| 2007/08 | Serie B                           | II     | 22        | 1e ronde     |                                                               |
| 2008/09 | Lega Pro Prima Divisione Girone B | III    | 1         | 1 ronde      |                                                               |
| 2009/10 | Serie B                           | II     | 2         | 3e ronde     |                                                               |
| 2010/11 | Serie A                           | I      | 15        | 3e ronde     |                                                               |
| 2011/12 | Serie A                           | I      | 20        | 8e finale    |                                                               |
| 2012/13 | Serie B                           | II     | 14        | 4e ronde     |                                                               |
| 2013/14 | Serie B                           | II     | 4         | 3e ronde     | winnaar promotieserie > Latino Calcio (4-2)                   |
| 2014/15 | Serie A                           | I      | 19        | 4e ronde     |                                                               |
| 2015/16 | Serie B                           | II     | 6         | 4e ronde     | 1e ronde promotieserie > Spezia Calcio (1-2)                  |
| 2016/17 | Serie B                           | II     | 13        | kwartfinale  |                                                               |
| 2017/18 | Serie B                           | II     | 22        | 3e ronde     | Failliet                                                      |
| 2018/19 | Serie D Girone F                  | IV     | 1         | --           |                                                               |
| 2019/20 | Serie C Girone B                  | III    | 13        | 8e finale    |                                                               |
| 2020/21 | Serie C Girone B                  | III    | 7         | --           | 2e ronde promotieserie; Ligatopscorer: Mattia Bortolussi (16) |
| 2021/22 | Serie C Girone B                  | III    | 3         | --           | 8e finale promotieserie                                       |
| 2022/23 | Serie C Girone B                  | III    | 2         | --           | halve finale promotieserie                                    |
| 2023/24 | Serie C Girone B                  | III    | 1         | 1e ronde     | Ligatopscorer: Cristian Shpendi (20)                          |
| 2024/25 | Serie B                           | II     | 7         | 8e finale    | 1e ronde promotieserie                                        |
| 2025/26 | Serie B                           | II     | .         | 1e ronde     |                                                               |

## Cesena in Europa
#R = #ronde, T/U = Thuis/Uit, W = Wedstrijd, PUC = punten UEFA coëfficiënten .
Uitslagen vanuit gezichtspunt AC Cesena
| Seizoen                                                    | Competitie | Ronde | Land                                    | Club            | Totaalscore | 1e W    | 2e W    | PUC |
| ---------------------------------------------------------- | ---------- | ----- | --------------------------------------- | --------------- | ----------- | ------- | ------- | --- |
| 1976/77                                                    | UEFA Cup   | 1R    | Vlag van Duitse Democratische Republiek | 1. FC Magdeburg | 3-4         | 0-3 (U) | 3-1 (T) | 2.0 |
| Totaal aantal behaalde punten voor UEFA coëfficiënten: 2.0 |            |       |                                         |                 |             |         |         |     |

Zie ook
- Deelnemers UEFA-toernooien Italië
- Ranglijst van alle clubs die in de diverse Europa Cups zijn uitgekomen

## Bekende (oud-)spelers
- Massimo Agostini
- Stephen Appiah
- Amarildo
- Massimo Ambrosini
- Davide Ballardini
- Marco Ballotta
- Massimo Bonini
- Igor Budan
- Ruben Buriani
- Luka Krajnc
- Gianluca Lapadula

- Artur Moraes
- Damjan Đoković
- Valerio Fiori
- Francesco Antonioli
- Alberto Fontana
- Sydney van Hooijdonk
- Davor Jozić
- Gaby Mudingayi
- Graziano Pellè
- Ezequiel Schelotto
- Lorenzo Minotti

- Michelangelo Rampulla
- Sebastiano Rossi
- Ruggiero Rizzitelli
- Walter Schachner
- Paulo Silas
- Aldo Simoncini
- Adrian Mutu

## Trainer-coaches
| Van        | Tot        | Naam               | D | W | G | V |
| ---------- | ---------- | ------------------ | - | - | - | - |
| 31.10.2016 | 30.06.2017 | Andrea Camplone    |   |   |   |   |
| 08.06.2015 | 30.10.2016 | Massimo Drago      |   |   |   |   |
| 08.12.2014 | 07.06.2015 | Domenico Di Carlo  |   |   |   |   |
| 11.09.2012 | 07.12.2014 | Pierpaolo Bisoli   |   |   |   |   |
| 01.07.2012 | 10.09.2012 | Nicola Campedelli  |   |   |   |   |
| 21.02.2012 | 30.06.2012 | Mario Beretta      |   |   |   |   |
| 01.11.2011 | 20.02.2012 | Daniele Arrigoni   |   |   |   |   |
| 04.06.2011 | 30.10.2011 | Marco Giampaolo    |   |   |   |   |
| 01.07.2010 | 30.05.2011 | Massimo Ficcadenti |   |   |   |   |
| 01.07.2009 | 30.06.2010 | Pierpaolo Bisoli   |   |   |   |   |
| 12.11.2007 | 25.02.2008 | Giovanni Vavassori |   |   |   |   |
| 01.07.2003 | 30.06.2008 | Fabrizio Castori   |   |   |   |   |
| 01.07.2000 | 30.06.2002 | Walter de Vecchi   |   |   |   |   |
| 01.11.1998 | 30.06.1999 | Alberto Cavasin    |   |   |   |   |
| 01.01.1997 | 16.11.1998 | Corrado Benedetti  |   |   |   |   |
| 01.07.1996 | 30.06.1997 | Giuseppe Marchioro |   |   |   |   |
| 01.07.1995 | 30.06.1996 | Marco Tardelli     |   |   |   |   |
| 01.07.1993 | 30.06.1995 | Bruno Bolchi       |   |   |   |   |
| 01.07.1992 | 30.06.1993 | Gaetano Salvemini  |   |   |   |   |
| 01.07.1991 | 30.06.1992 | Attilio Perotti    |   |   |   |   |
| 01.07.1989 | 30.06.1991 | Marcello Lippi     |   |   |   |   |
| 01.07.1987 | 30.06.1989 | Alberto Bigon      |   |   |   |   |
| 01.07.1986 | 30.06.1987 | Bruno Bolchi       |   |   |   |   |
| 01.07.1984 | 30.06.1986 | Adriano Buffoni    |   |   |   |   |
| 01.07.1983 | 30.06.1984 | Giuseppe Marchioro |   |   |   |   |
| 01.07.1982 | 30.06.1983 | Bruno Bolchi       |   |   |   |   |
| 01.07.1981 | 01.07.1982 | Giovan Fabbri      |   |   |   |   |
| 01.07.1981 | 30.06.1982 | Renato Lucchi      |   |   |   |   |
| 01.07.1979 | 30.06.1981 | Osvaldo Bagnoli    |   |   |   |   |
| 01.07.1978 | 30.06.1979 | Giancarlo Cadé     |   |   |   |   |
| 01.07.1978 | 30.06.1979 | Marcello Neri      |   |   |   |   |
| 01.07.1976 | 30.06.1977 | Marcello Neri      |   |   |   |   |
| 01.07.1975 | 30.06.1976 | Giuseppe Marchioro |   |   |   |   |
| 01.07.1973 | 30.06.1975 | Eugenio Bersellini |   |   |   |   |
| 01.07.1972 | 30.06.1973 | Luigi Radice       |   |   |   |   |
| 01.07.1963 | 30.06.1965 | Renato Lucchi      |   |   |   |   |
| 01.07.1955 | 30.06.1959 | Renato Lucchi      |   |   |   |   |
| 01.07.1951 | 30.06.1952 | Giacinto Ellena    |   |   |   |   |
| 01.07.1948 | 30.06.1949 | Giacinto Ellena    |   |   |   |   |
| 01.07.1947 | 30.06.1948 | Fioravante Baldi   |   |   |   |   |
| 01.07.1942 | 30.06.1943 | Karl Stürmer       |   |   |   |   |